# 貴瀬ゆか
貴瀬 ゆか（たかせ ゆか、1992年1月12日 - ）は、日本のグラビアアイドル、レースクイーン、タレント。東京都出身。元R・I・P所属。

## 経歴・人物
芸能界デビューのきっかけはスカウトだったという。
ピレリスーパー耐久シリーズ2018第2戦SUGOスーパー耐久3時間レースAudiTeamMarsでレースクイーン活動をしていた。

## 作品

### イメージビデオ
- ゆかLip（2016年11月29日、オルスタックソフト販売）
- 貴石（2021年11月25日、イーネット・フロンティア）
- 貴方好みに調教して… 90cm Gカップ 豊満バストの貴瀬ゆかを飼いならす（2022年5月24日、エアーコントロール）
- 花弁の雫（2024年1月31日、スパイスビジュアル）JAN 4570106853900[4][5]